# فرانك بيرنهارت
فرانك بيرنهارت (بالألمانية: Frank Bernhardt)‏ هو مدرب كرة قدم ولاعب كرة قدم ألماني، ولد في 26 أغسطس 1969 في كيل في ألمانيا. شارك مع منتخب ماليزيا تحت 23 سنة لكرة القدم.

## وصلات خارجية
- فرانك بيرنهارت على موقع قاعدة بيانات كرة القدم.إي يو (الإنجليزية)
- فرانك بيرنهارت على موقع عالم كرة القدم.نت (الإنجليزية)